# 2-クロロプロパン
2-クロロプロパンは、化学式(CH3)2CHClで表されるハロゲン化アルキルの一種である。イソプロピルクロリド、塩化イソプロピルとも称する。無色ないし淡い黄色の揮発性・引火性のある液体で、石油に似た甘いエーテル様の臭気を持つ。

## 製造
工業的にはプロピレンに塩化水素を添加して製造され、溶媒として利用される。
CH3CH=CH2  +  HCl  →  (CH3)2CHCl
実験室レベルでは、塩化カルシウムまたは塩化亜鉛を触媒として塩酸と2-プロパノールを反応させることにより容易に作ることができる。30%の塩酸と、高純度の2-プロパノールを使用した場合、アルコールと酸と触媒の比率は1：2：1が一般的である。反応混合物を数時間還流または蒸留したのち、水洗いで2-クロロプロパンと2-プロパノールを分離する。2-クロロプロパンは不溶性の層を形成し、2-プロパノールは塩酸とともに溶液中に溶け出す。
乾燥した2-クロロプロパンとマグネシウムを触媒の存在下で反応させると、グリニャール試薬のイソプロピルマグネシウムクロリドが得られる。

## 安全性
日本の消防法では、危険物第4類第一石油類に区分される。燃焼すると大量の塩化水素ガス、水蒸気、炭素酸化物、および若干の煤を放出し、煙のような黄色い炎を上げて非効率的に燃焼する。